# 福尼爾嶺
福尼爾嶺（英語：Fournier Ridge）是南極洲的山嶺，位於帕爾默地，處於羅斯柴爾德島，屬於德斯科山脈的一部分，長17公里，海拔高度約1,000米，現時由南極條約體系管理。

## 外部連結
. . United States Geological Survey.   [2012-04-04].
69°34′S 72°35′W / 69.567°S 72.583°W